# Ustawa o uchyleniu niesłusznych wyroków narodowosocjalistycznych w systemie sądownictwa karnego
Ustawa o uchyleniu niesłusznych wyroków narodowosocjalistycznych w systemie sądownictwa karnego (niem. Gesetz zur Aufhebung nationalsozialistischer Unrechtsurteile in der Strafrechtspflege, skrót NS-AufhG) – niemiecki akt prawny uchylający orzeczenia sądowe z czasu rządów NSDAP, wydane z przyczyn politycznych, wojskowych, rasistowskich, religijnych lub światopoglądowych. Dotyczy orzeczeń niezgodnych z elementarnym poczuciem sprawiedliwości, służących ustanowieniu bądź utrzymaniu nazistowskiego reżimu bezprawia.

## Historia
Ustawa została uchwalona 25 sierpnia 1998 r. i weszła w życie 1 września tego samego roku. W latach 2002 i 2009 była nowelizowana. W ustawie stwierdzono, że uchylone zostały w szczególności orzeczenia sądów ludowych, orzeczenia sądów doraźnych oraz orzeczenia wydane na podstawie przepisów zawartych w aktach prawnych wymienionych w załączniku do tej ustawy, takich jak Ustawy norymberskie czy rozporządzenie z 4 grudnia 1941 roku o postępowaniu karnym przeciwko Polakom i Żydom na terenach wschodnich włączonych do Rzeszy.
Nieważność konkretnego wyroku stwierdza postanowieniem niemiecka prokuratura, właściwa dla miejsca wydania wyroku. Postanowienie takie wydaje na wniosek osoby skazanej, a jeśli ta nie żyje – jej krewnych. Jeżeli żadna z osób uprawnionych nie żyje albo nie jest znane miejsce ich pobytu, prokuratura może wydać postanowienie z urzędu, o ile przemawia za tym interes społeczny.
Bezpłatną pomoc obywatelom polskim chcącym skorzystać z przepisów ustawy oferuje Instytut Pamięci Narodowej.